# Werner Güra
Werner Güra (* 21. Juli 1964 in München) ist ein deutscher Opernsänger (Tenor).

## Leben
Werner Güra, dessen Vater Tubist an der Bayerischen Staatsoper war, wuchs in München auf, wo er nach der Grundschule ein naturwissenschaftliches Gymnasium besuchte. Da jedoch seine Liebe der Musik und dem Gesang gehörte, wechselte er an das Musikgymnasium der Regensburger Domspatzen. Domkapellmeister Georg Ratzinger meinte bei der letzten Gesangsprüfung des Domspatzen Werner Güra, seine Stimme würde nicht für Wagners „Holländer“ reichen. Doch der junge Münchner ließ sich nicht entmutigen und studierte am Mozarteum in Salzburg. Seine Gesangsausbildung vervollständigte er bei Kurt Widmer in Basel und bei Margreet Honig in Amsterdam. Zusätzlich nahm er Schauspielunterricht bei Ruth Berghaus und Theo Adam.
Nach erfolgreichen Operngastspielen in Frankfurt/Main und Basel wurde Werner Güra 1995 Ensemblemitglied an der Dresdner Semperoper. Dort spielte er die großen Rollen seines Stimmfachs, insbesondere in Opern von Gioachino Rossini und Wolfgang Amadeus Mozart. Ab der Spielzeit 1998/99 gastierte Werner Güra an der Staatsoper Berlin.
Der Künstler ist auch als Lied- und Oratorien-Sänger tätig. Er trat bisher zum Beispiel in London, New York, Amsterdam, Ludwigsburg und Wien sowie bei den Schubertiaden in Schwarzenberg und Barcelona auf; mehrfach führten ihn Tourneen nach Japan. Güra arbeitet mit den großen Dirigenten der Zeit zusammen, wie Claudio Abbado, Ádám Fischer, Enoch zu Guttenberg, Nikolaus Harnoncourt, Peter Schreier, Philippe Herreweghe, René Jacobs, Wolfgang Gönnenwein und Ton Koopman. Bei seinen Liederabenden wird er meistens von  Cristoph Berner begleitet, mit dem er seit Jahren eng zusammenarbeitet.
Werner Güra unterrichtet Gesang und Kammermusik an der Zürcher Hochschule der Künste.

## Aufnahmen

### DVDs
- J. S. Bach: Matthäuspassion. (2002)
- W.A. Mozart: Cosi fan tutte. Dirigent Daniel Barenboim. (2002)
- W.A. Mozart: Don Giovanni. Dirigent René Jacobs. (2008)

### CDs (Auswahl)
- Schubert: Nachtgesang. (Harmonia Mundi, 1999)
- Telemann: Orpheus. (Import, 2002)
- Schumann: Liederkreis opus 39 / Dichterliebe opus 48. (Harmonia Mundi, 2002)
- J. S. Bach: Matthäuspassion. (Farao, 2003)
- W.A. Mozart: Cosi fan tutte. (Harmonia Mundi, 2004)
- Lied. Werke von Clara Schumann, Robert Schumann, Brahms. (Harmonia Mundi, 2005)
- Wolf: Mörike-Lieder. (Harmonia Mundi, 2005)
- Schubert: Schwanengesang. (Harmonia Mundi, 2007)
- W.A. Mozart: Lieder & Klavierstücke. (Harmonia Mundi, 2007)
- Schubert: Die schöne Müllerin. (Harmonia Mundi, 2007)
- J. S. Bach: Weihnachtsoratorium. Mit Nikolaus Harnoncourt. (Deutsche Harmonia Mundi, 2007)
- Schumann: Das Paradies und die Peri. Mit Dorothea Röschmann und anderen. (RCA, 2008)
- Schumann: Szenen aus Goethes Faust. Mit Royal Concertgebouw Orchestra, Nikolaus Harnoncourt. (RCO Live, 2008)
- Schubert: Winterreise. (Harmonia Mundi, 2010)
- Wolf: Italienisches Liederbuch. Mit Anke Vondung und Christoph Berner (Spektral Records, 2021)